# 長嶺林三郎
長嶺林三郎（日语：／ Nagamine Rinzaburō */?，1875年8月11日—1915年3月11日），日本福島縣人，畜牧學家。

## 生平
長嶺林三郎在1875年8月11日出生於福島縣大沼郡東尾岐村（今福島縣大沼郡會津美里町東尾岐），為農民之子，上有兩名兄長:3。1890年進入會津中學校預備科第二部就讀，翌年跳級升進本科二年級，後獲選優等生，1895年畢業:3。其後入讀札幌農學校（今北海道大學）預科5年級，升入本科後專攻畜產學:3，為新渡戶稻造之學生:371。1900年7月畢業後攻讀該校研究所，師從畜產學教授橋本左五郎:3。同年12月擔任助教授，1904年4月任該校農場畜產系主任，5月任生徒監部，並替北海道農會之託調查畜產事項，同時擔任第一回北海道畜產共進會審查委員:3-4。1905年任北海道畜產講習會講師、北海道廳立水產學校講師、北海道畜產協會編輯委員及北海道教育會夏季講習會畜產講師:4。
1905年12月29日，長嶺林三郎前往札幌農學校校長佐藤昌介住處，表示自己欲前往臺灣，獲佐藤支持:4。1906年2月20日，長嶺在佐藤協助下，以長期罹患「胃擴張並神經衰弱症」為由辭職，同月臺灣總督府經新渡戶稻造推薦，延攬長嶺林三郎為殖產事務囑託，任恆春廳種畜場（今行政院農業委員會畜產試驗所恆春分所）勤務:5。6月擔任恆春廳技師、臺東廳技師、恆春種畜場主幹及總務課勤務，任內致力擴張該場，亦由日本引進牛、羊，進行飼育及配種實驗:5-6。
1907年12月16日任總督府技師及民政部殖產局勤務:6:371。當時臺灣總督府殖產局長宮尾舜治欲研究臺灣能否引進印度牛作為勞動用牛，後經臺灣總督府農事試驗場（今行政院農業委員會農業試驗所）主事藤根吉春推薦，決定派遣長嶺林三郎、鳳山廳技師桑島逸覺、總督府參事官增澤有3人赴歐美各國、印度、菲律賓及南洋諸島等地考察:6-7。1908年2月1日，長嶺等人自橫濱出發，至夏威夷、墨西哥等地考察畜產，其後赴美國德州，接著經歐洲前往印度，最終抵達澳洲，回國途中順道前往菲律賓:7，翌年2月返日。同月長嶺返日途中奉命上京（前往東京）述職，並至千葉縣下總御料牧場出差:7。
1909年4月，恆春種畜場升格改制為總督府民政部殖產局附屬種畜場，長嶺任該場主任:7。1909年10月任總督府農事試驗場技師，仍以囑託身分兼任種畜場主任:8。長嶺擔任種畜場主任期間，除從日本購買育種用牛與綿羊外，亦建議總督府自印度引進辛地牛（英語：Sindhi）及康古拉牛，藉此改良臺灣牛畜，其建議獲得採行:8。1910年9月至11月赴東京出差，翌年10月與牧夫東川謙吉至爪哇、印度考察畜產狀況及購買牛隻:9。
長嶺赴印度考察時曾經患病，然因公務繁忙，幾乎沒時間休養。1914年秋季返回神奈川縣平塚海濱自宅養病，翌年3月11日病逝，享年39歲:11。